# Heliconius noctis
Heliconius noctis är en fjärilsart som beskrevs av Heinrich Neustetter 1926. Heliconius noctis ingår i släktet Heliconius och familjen praktfjärilar. Inga underarter finns listade i Catalogue of Life.